# 詹姆斯·莫伊伦
詹姆斯·卡马乔·“吉姆”·莫伊伦（英語：James Camacho "Jim" Moylan，1962年7月18日—）为关岛出身的美国政治人物，他于2019年起担任关岛议会议员，并于2022年成功当选关岛无投票权的国会代表。

## 教育
莫伊伦毕业于关岛肯尼迪高中，后于关岛大学获得刑事司法专业理学学士学位。

## 职业生涯
在从政之前，莫伊伦曾担任美国陆军军官和关岛惩教署假释官。他于2018年当选关岛议会议员，并于2019年上任。除此之外，莫伊伦还持有保险代理人资格证书。